# SMS-tumme
SMS-tumme är en belastningsskada i tummens leder och muskulatur orsakad av sms-skrivande på mobiltelefoner.
Tummen är utformad för att kunna gripa tag i något, inte flyttas runt i hög fart. Rörelsen kan, om den upprepas tillräckligt ofta, ge vissa symptom såsom smärta omkring tummen och tumroten. Idrottsläkare i Tyskland har talat om att skriva fler än 40 sms om dagen kan vara skadligt.
Avlastning brukar generellt anses som det bästa sättet att motverka SMS-tumme, men ytterligare behandlingar finns om tillståndet är allvarligare. Exempel på sådana är antiinflammatoriska mediciner, injektioner av kortison och i viss mån även kirurgi.
Skadan har i massmedier ofta jämförts med nintendo-tumme, samt i viss mån tennisarmbåge och musarm.